# Isodon phyllostachys
Isodon phyllostachys là một loài thực vật có hoa trong họ Hoa môi. Loài này được (Diels) Kudô mô tả khoa học đầu tiên năm 1929.